# Fernando Duranton
Ferdinand Stanislas Sébastien Duranton (Jérémie, Saint-Domingue, 31 de octubre de 1787 - Médine, Mali, 3 de septembre de 1838) fue un aventurero y explorador francés.

## Biografía
Fue hijo de un comisario colonial y de una criolla de la isla de Santo Domingo, participó en las campañas napoleónicas y entre 1817 y 1818 viajó a las Antillas. Fue nombrado oficial auxiliar de la Marina y viajó a Senegal para dirigir el puesto de Dagana, en el norte del país.
En 1822 fue contratado por la Compañía Comercial Galam para trabajar como factor en Bakel. Exploró las regiones de Bambuque y Bondu y llegó en 1823 a las cataratas de Félou, en el río Senegal.
En 1825, en compañía de Henri Grout de Beaufort, dejó Saint-Louis en Senegal para ir hacia Tombuctú, pero en septiembre su compañero murió. Permaneció un año en Médine,  donde se casó con la hija del rey de Khasso, Aoua Demba. En 1827 regresó a  Francia, pero al año siguiente volvió al África con una beca del Ministerio de Marina y dos mineralogistas, con el objetivo de explorar las minas de oro de Bambuque.
Se instaló de nuevo en Médine, fue acusado de malversación de fondos, apropiación indebida, espionaje para los ingleses e incluso de querer convertirse en rey de Khasso, siendo finalmente declarado inocente. Participó en las luchas contra los bambara, y murió en Médine en septiembre de 1838. Dejó sólo informes escritos a mano de sus aventuras.